# Sedum jujuyense
Sedum jujuyense là một loài thực vật có hoa trong họ Crassulaceae. Loài này được Zardini miêu tả khoa học đầu tiên năm 1971.